# ثقافة الاستياء
نداء-ثقافة الاستياء، (بالإنجليزية: Call-out culture)‏، تعرف أيضا باسم ثقافة السخط والغضب، وهي شكل من أشكال الإنكار، والاستياء العلني، الذي يهدف إلى مساءلة الأفراد والجماعات، من خلال لفت الانتباه إلى سلوكهم الثقافي المنافي للعادات والتقاليد، والذي يظهر عادة على وسائل التواصل الاجتماعي.
يصف مصطلح «إلغاء الثقافة» شكلاً من أشكال العقوبة، والمقاطعة التي تستهدف شخص مشهور عادة، أو «رأي لا يحظى بشعبية»، أو ينظر إليه على أنه مثير للمشاكل والفتن، وبالتالي «حذفه» من على وسائل التواصل الاجتماعي، بحيث يقاطعهم عدد كبير من الأشخاص بشكل كامل، مما يؤدي في كثير من الأحيان، إلى انخفاض كبير في عدد المشاهير على مواقع التواصل الاجتماعي.

## الوصف
يقول مايكل بيروبي، أستاذ الأدب في جامعة ولاية بنسلفانيا، «في وسائل التواصل الاجتماعي»، ما يُعرف باسم«ثقافة الشرح» و«مسرح الحلفاء» (حيث يُظهر الناس نواياهم الحسنة، كحلفاء لجماعة مستضعفة) مما ينتج عنه غضب عارم عبر الإنترنت، والذي يتطلب في المقابل أن يتم حذفه، كحذف «كراس أو تغريدة»، كما وصفت ليزا ناكامورا، الأستاذة في جامعة ميشيغان، ثقافة الإلغاء، بأنها «مقاطعة ثقافية»، مضيفة أنه «عندما تحرم شخصًا ما من اهتمامك، فإنك تحرمه من مصدر رزقه».